# US Ploegsteert-Bizet
Dit overzicht is mogelijk incompleet; u kunt helpen door het uit te breiden.
U.S. Ploegsteert-Bizet is een Belgische voetbalclub uit Ploegsteert en Le Bizet. 

## Geschiedenis
De club is bij de Belgische Voetbalbond aangesloten met stamnummer 8248 en heeft oranje-zwart als clubkleuren. 